# Ciment géopolymère
D'un point de vue terminologique, le ciment géopolymère est un liant qui durcit à la température ambiante, à l'instar du ciment Portland. Si un composé géopolymère nécessite l'action de la chaleur, il ne peut être appelé ciment géopolymère, mais plutôt liant géopolymère.

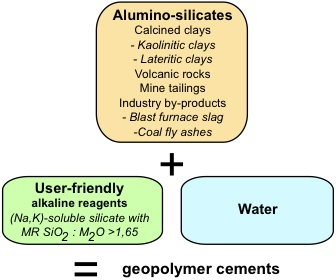
Ingrédients nécessaires pour fabriquer un ciment géopolymère.

Le ciment géopolymère est un matériau innovant et une véritable alternative au ciment Portland classique pour une utilisation dans des applications en génie civil, en construction et en off shore. Il nécessite une transformation minimale de certains matériaux géologiques naturels ou sous-produits industriels, tout en réduisant considérablement son empreinte carbone. Il est en plus très résistant à la plupart des agressions chimiques qui sont la plaie des bétons conventionnels.
Pour fabriquer un ciment géopolymère on emploie un silicate d'alumine, un réactif alcalin inoffensif d'emploi (user-friendly) (silicates solubles de sodium ou de potassium avec un rapport molaire SiO2:M2O > 1,65, M étant Na ou K) et de l'eau (voir la définition de réactif inoffensif user-friendly ci-dessous). C'est l'addition du cation calcium, essentiellement le laitier de haut fourneau, qui assure le durcissement à la température ambiante.
Les ciments géopolymères durcissent plus rapidement que les ciments Portland. Ils acquièrent l'essentiel de leur résistance dans les 24 heures. Cependant, ils ont un temps de prise suffisamment long pour qu'ils puissent être mélangés dans une centrale à béton et livrés dans une bétonnière. Le ciment géopolymère possède également la capacité de former une forte liaison chimique avec tous les types de granulats à base de roches de toutes sortes. En mars 2010, la Federal Highway Administration, agence fédérale dépendant du Département américain des Transports, a publié une TechBrief intitulée « béton géopolymère » qui déclare (traduction de l'américain) : « La production de ciments géopolymères polyvalents, rentables qui peuvent être mélangés et durcis essentiellement comme le ciment Portland représente une évolution majeure, un nouveau paradigme, qui est en train de révolutionner l'élaboration des infrastructures ainsi que l'industrie du bâtiment. »
Il y a souvent confusion entre la signification des deux termes « ciment géopolymère » et « béton géopolymère ». Un ciment est un liant alors que le béton est le matériau composite résultant de l'addition de ciment à des agrégats. En d'autres termes, pour produire un béton on achète un ciment (généralement du ciment Portland ou du ciment géopolymère) et on l'ajoute à la gâchée de béton. La chimie des géopolymères a dès le départ fabriqué des liants et des ciments pour différents types d'applications. Par exemple, la société britannique banah UK vend son banah-Cem™ en tant que ciment géopolymère, alors que la société australienne Zeobond (www.zeobond.com) commercialise son E-crete™ comme du béton géopolymère.

## Chimie du ciment Portland vs chimie du ciment géopolymère

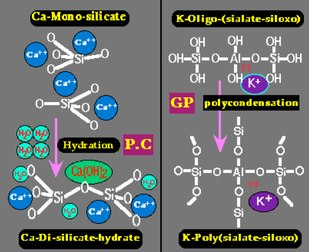
Comparaison entre chimie ciment Portland et chimie géopolymère.
À gauche : durcissement du ciment Portland (PC) par simple hydratation du silicate de calcium en disilicate de calcium hydraté (CSH) et hydroxyde de calcium Ca(OH)_{2}.
À droite : durcissement (prise) du ciment géopolymère (GP) par polycondensation d'oligo-(sialate-siloxo) de potassium en poly(sialate-siloxo) de potassium réticulé.

### Matériaux à activation alcaline ou ciments géopolymères
La chimie de la géopolymérisation nécessite une terminologie appropriée et des notions qui sont évidemment différentes de celles utilisées par les experts du ciment Portland. L'article principal Géopolymère résume comment les ciments géopolymères appartiennent à la catégorie polymère inorganique. Il s'agit d'un débat de fond sur lequel l'institution australienne Geopolymer Alliance a jugé bon de déclarer sur son site Internet (traduction de l'anglais) : « Joseph Davidovits a développé la notion d'un géopolymère (un polymère Si/Al inorganique) afin de mieux expliquer ces processus chimiques et les propriétés matérielles qui en résultent. Pour ce, il a introduit un changement majeur, éloigné de la chimie de l'hydratation cristalline classique qui expliquait la chimie du ciment conventionnel. À ce jour, ce changement n'a pas été bien accepté par les praticiens dans le domaine des ciments à activation alcaline qui ont encore tendance à expliquer une telle réaction chimique en employant la terminologie en usage dans le ciment Portland ».
En effet, le ciment géopolymère est parfois confondu avec l'activation alcaline des ciments et du béton, développée il y a plus de 50 ans par G.V. Glukhovsky en Ukraine soviétique. Ces matériaux furent d'abord connus sous les noms de soil silicate concrete et soil ciment. Parce que les bétons de ciment Portland peuvent être affectés par les effets destructeurs de la réaction alcali-granulat (RAG), en anglais AAR ou réaction alcali-silice (en anglais ASR) (voir par exemple le comité RILEM 219-ACS), le libellé « alcali-activation » ou « activation alcaline » a un impact négatif sur les ingénieurs en génie civil, travaux publics et bâtiment. Pourtant, plusieurs experts en science des ciments continuent de promouvoir l'idée d'activation-alcaline ou de matériaux géopolymères alcalins-activés. Ces ciments appelés « AAM » (alkali-activated materials) regroupent les domaines spécifiques de l'activation alcaline des laitiers, des cendres volantes, des ciments composés (voir RILEM Comité technique DTA). À l'opposé, les ciments géopolymères ne génèrent aucune de ces réactions destructrices (voir ci-dessous dans Propriétés).

### Réactifs alcalins inoffensifs

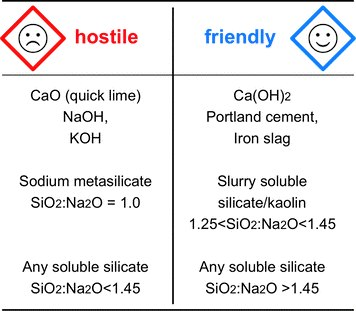
Liste des ingrédients considérés dangereux (hostile) ou inoffensifs (friendly)

Bien que la géopolymérisation ne repose pas sur des solvants organiques toxiques, mais seulement sur l'eau, il faut des ingrédients chimiques qui peuvent être dangereux et nécessitent donc des procédures de sécurité. Les règles de sécurité des produits chimiques classent les produits alcalins dans deux catégories : les produits corrosifs (nommés ici hostiles) et les produits irritants (nommés ici inoffensifs (friendly)). Les deux classes sont reconnaissables par leurs logos respectifs.
Le tableau dresse la liste des produits chimiques alcalins et leur étiquette de danger correspondante. Les produits corrosifs doivent être manipulés avec des gants, des lunettes et des masques. Ils sont hostiles à l'utilisateur et ne peuvent pas être mis en œuvre dans des applications de masse sans respecter les procédures de sécurité appropriées. Dans la deuxième catégorie, on trouve le ciment Portland ou la chaux hydratée, produits typiques de masse. Les réactifs alcalins géopolymères appartenant à cette classe peuvent aussi être appelés inoffensifs (user-friendly).
Malheureusement, le développement de ce que l'on appelle les ciments alcalis activés ou géopolymères à activation alcaline (cette dernière appellation étant une mauvaise terminologie), ainsi que plusieurs recettes trouvées dans la littérature et sur l'Internet, en particulier ceux à base de cendres volantes, comprennent des rapports molaires SiO2:Na2O inférieurs à 1,20, en moyenne inférieurs à 1,0. Pire encore, ne regardant que des considérations de coût, et non de sécurité vis-à-vis des ouvriers, ces recettes proposent des systèmes basés sur la soude pure (NaOH 8 M ou 12 M). Il s'agit de conditions hostiles à l'utilisateur et elles ne peuvent pas être utilisées par la main-d'œuvre ordinaire. En effet, les lois, les règlements et directives étatiques recommandent l'application de règles strictes de protection de la santé et des protocoles de sécurité pour les travailleurs.
Au contraire, les recettes de ciment géopolymère impliquent généralement des silicates solubles alcalins possédant un rapport molaire SiO2:M2O variant de 1,45 à 1,95, pour l'essentiel de 1,60 à 1,85, à savoir des conditions inoffensives. Il peut arriver que, pour la recherche, on emploie des recettes de laboratoire ayant des ratios molaires variant de 1,20 à 1,45.

## Catégories
Les catégories comprennent :
- ciment géopolymère à base de laitier[9] ;
- ciment géopolymère à base de roche[10] ;
- ciment géopolymère à base de cendres volantes :

type 1 : activation alcaline des géopolymères à base de cendres volantes,
type 2 : ciment géopolymère à base de laitier/cendres volantes,, ;
- ciment géopolymère à base de ferrosialate[15].

### Ciment géopolymère à base de laitier
Matières premières : métakaolin MK-750, laitier de haut-fourneau, silicate alcalin (user-friendly).
Structure géopolymère : Si:Al = 2 ; en fait, solution solide de Si:Al = 1, Ca-poly(disialate), de type anorthite + Si:Al = 3, K-poly(sialate-disiloxo), de type orthose et disilicate de calcium hydraté (CSH).
Le ciment géopolymère développé initialement dans les années 1980 était du type (K,Na,Ca)-poly(sialate) (ou ciment géopolymère à base de laitier) et résultait de la recherche menée par Joseph Davidovits et J.L. Sawyer chez Lone Star Industries, États-Unis. Elle a abouti à l'invention du ciment Pyrament bien connu de la profession. La demande de brevet américain a été déposée en 1984 et le brevet américain US 4509985 a été accordé le 9 avril 1985 avec le titre Early high-strength mineral polymer.

### Ciment géopolymère à base de roche
Le remplacement d'une certaine quantité de MK-750 avec des tufs volcaniques sélectionnés, permet l'obtention de ciments géopolymères ayant des propriétés meilleures et émettant moins de CO2 que le simple ciment géopolymère à base de laitier.
Matières premières : métakaolin MK-750, laitier de haut fourneau, tufs volcaniques (calcinés ou non calcinés), résidus miniers + silicate alcalin (user-friendly).
Structure géopolymère : Si:Al = 3; en fait, solution solide de Si:Al = 1, Ca-poly(disialate) (de type anorthite) + Si:Al = 3-5, (Na,K)-poly(sialate-multisiloxo) et disilicate de calcium hydraté (CSH).

### Ciment géopolymère à base de cendres volantes
Plus tard, en 1997, s'appuyant sur les travaux menés autour des ciments géopolymères à base de laitier, d'une part, et sur la synthèse des zéolithes à partir de cendres volantes, d'autre part, Silverstrim et al., van Jaarsveld et van Deventer ont développé le ciment géopolymère à base de cendres volantes. Le brevet US 5.601.643 de Silverstrim et al. a été intitulé Ciment à base de cendres volantes et procédé de fabrication du produit.
Actuellement, il existe deux types de ciment à base de cendres volantes, classe F :
- type 1 : activation alcaline des géopolymères à base de cendres volantes (hostile à l'utilisateur) :

En général, il nécessite un durcissement thermique à 60-80 °C et n'est pas fabriqué séparément mais fait partie du béton lui-même. NaOH (hostile à l'utilisateur) + cendres volantes.
Structure : particules de cendres volantes incorporées dans un gel d'aluminosilicate avec Si:Al = 1 à 2, de type zéolithique (chabazite-Na et sodalite) ;
- type 2 : ciment géopolymère à base de laitier/cendres volantes (inoffensif, user-friendly) :

Durcissement du ciment à la température ambiante. Solution de silicate (inoffensive, user-friendly) + laitier de haut fourneau + cendres volantes.
Structure : particules de cendres volantes noyées dans une matrice géopolymère avec Si:Al = 2, (Ca,K)-poly(sialate-siloxo).

### Ciment géopolymère ferrosialate
Les propriétés sont similaires à celles du ciment géopolymère à base de roche, mais comportent des éléments géologiques ayant un contenu élevé d'oxyde de fer. La structure géopolymère est de type poly(ferrosialate), (Ca, K)(-Fe-O)(Si-O-Al-O-). Ce ciment géopolymère classé inoffensif, user-friendly, est en phase de développement et de pré-industrialisation.

## Microstructure du liant géopolymère
Les matériaux formés du procédé de la géopolymérisation sont clairement différents à celle de la pâte OPC (ciment portland)  ;En 1979, Davidovits définit le gel produit de cette polymérisation  comme un polymère d’aluminosilicate amorphe à semi-cristallin provenant de la réaction de polycondensation inorganique d'un aluminosilicate solide avec de l'hydroxyde d'alcalin hautement concentré ou une solution de silicate. Un réseau tridimensionnel d'aluminosilicate permet de donner des résistance à la compression très important . ce gel portait le nom N-A-S-H qui signifier sodium aluminosilicate hydrate qui implique une réaction chimique entre divers oxydes d'aluminosilicate et des silicates dans des conditions fortement alcalines, donnant des liaisons polymères Si-O-Al-O  et une texture très dense comme montre la figure ci-dessous .
L'introduction des produits riches en chaux comme le laitier conduit à l'apparition de nouvelle phase  que l'on trouve souvent dans la pâte de ciment traditionnelle tel que le gel CSH (Calcium silicate hydrate)  et aussi des calcium aluminosilicate hydrate (CASH).

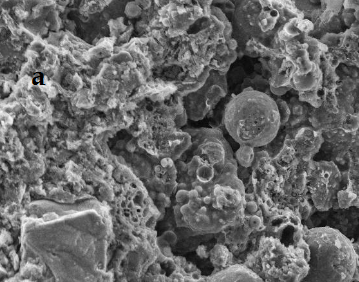
a) gel de géopolymère (cendre volante classe F) (a) NASH

## Émissions deCO2lors de la fabrication
Le béton (mélange de ciment et de granulats) est le matériau de construction le plus couramment utilisé, son utilisation par les communautés dans le monde vient en second lieu seulement après l'eau. Les projets de construction et d'infrastructure les plus grandioses nécessitent des quantités prodigieuses de béton avec son liant, le ciment Portland dont la fabrication est accompagnée par d'importantes émissions de dioxyde de carbone (CO2). Selon l'expert australien en béton B.V.J. Rangan, cette demande en plein essor dans le monde entier pour le béton est en fait une grande opportunité pour le développement des ciments géopolymères de tous types, qui ont une faible émission en dioxyde de carbone.

### Émissions deCO2lors de la fabrication du clinker de ciment Portland
Le ciment ordinaire, souvent appelé par son nom officiel de ciment Portland, est un grave polluant atmosphérique. En effet, la fabrication du clinker de ciment Portland comprend la calcination de carbonate de calcium selon la réaction :
5CaCO3 + 2SiO2 → (3CaO,SiO2))(2CaO,SiO2) + 5CO2.
La production de 1 tonne de clinker Portland génère directement 0,55 tonne de CO2 d'origine chimique et nécessite la combustion de fuel ou de charbon produisant 0,40 tonne supplémentaire de dioxyde de carbone.
Pour simplifier : 1 t de ciment Portland = 1 t de dioxyde de carbone.
Les seules exceptions sont les ciments composés, qui contiennent des ingrédients tels que les cendres volantes, permettant de réduire les émissions de CO2 de 15 % à 20 %. Il n'existe actuellement, aucune autre technologie industrielle valable et connue pour réduire sensiblement les émissions de dioxyde de carbone du ciment Portland.
À l'inverse, les ciments géopolymères ne reposent pas sur le carbonate de calcium et génèrent beaucoup moins de CO2 lors de la fabrication, soit une réduction de l'ordre de 40 % à 80-90 %. Joseph Davidovits a attiré l'attention le premier sur ce sujet en mars 1993 lors d'un colloque organisé par la Portland Cement Association américaine, Chicago, Illinois.
L'industrie du ciment Portland a vivement réagi à cet exposé en faisant pression sur les institutions politiques afin qu'elles fixent des valeurs d'émissions de CO2, qui ne comprennent pas la partie liée à la décomposition du carbonate de calcium, en se concentrant uniquement sur les émissions dues à la combustion. Un article écrit dans le magazine scientifique New Scientist en 1997 a précisé que : (traduction de l'anglais) « […] les estimations sur les émissions de CO2 provenant de la production de ciment se sont concentrées uniquement sur la première source [combustibles]. Le groupe d'experts intergouvernemental de l'ONU sur le changement climatique fixe la contribution totale de l'industrie cimentière en émissions de CO2 à 2,4 %, le Carbon Dioxide Information Analysis Center de l'Oak Ridge National Laboratory dans le Tennessee cite 2,6 %. Maintenant Joseph Davidovits de l'Institut Géopolymère […] a pour la première fois étudié les deux sources. Il a calculé que la production mondiale de ciment de 1,4 milliard de tonnes par an produit 7 % des émissions mondiales actuelles de CO2 ». Quinze ans plus tard (2012), la situation a empiré avec des émissions de CO2 du ciment Portland dépassant les 3 milliards de tonnes par an.

### Besoins énergétiques et émissions deCO2des ciments géopolymères
Cette section compare les besoins énergétiques et les émissions de CO2 pour le ciment Portland ordinaire, les ciments géopolymères à base de roche et les ciments géopolymères à base de cendres volantes. La comparaison entre le ciment Portland et les ciments géopolymères se fait pour des matériaux ayant des résistances à la compression similaires, à savoir en moyenne 40 MPa à 28 jours. Il y a eu plusieurs études publiées sur le sujet qui peuvent être résumées de la manière suivante :

#### Fabrication du ciment géopolymère à base de roche
Elle implique :
- 70 % en poids de composés géologiques (calcinés à 700 °C) ;
- laitier de haut fourneau ;
- solution de silicate alcalin (produit chimique industriel, inoffensif).

La présence de laitier de haut fourneau permet le durcissement à la température ambiante et augmente la résistance mécanique.
| Besoins énergétiques (MJ/t)     | Calcination | Broyage | Silicate sol. | Total | Réduction |
| ------------------------------- | ----------- | ------- | ------------- | ----- | --------- |
| Ciment Portland                 | 4 270       | 430     | 0             | 4 700 | 0         |
| GP-ciment, laitier sous-produit | 1 200       | 390     | 375           | 1 965 | 59 %      |
| GP-ciment, laitier fabriqué     | 1 950       | 390     | 375           | 2 715 | 43 %      |
| Émissions de CO2 (t)            | Calcination | Broyage | Silicate sol. | Total | Réduction |
| Ciment Portland                 | 1,000       | 0,020   |               | 1,020 | 0         |
| GP-ciment, laitier sous-produit | 0,140       | 0,018   | 0,050         | 0,208 | 80 %      |
| GP-ciment, laitier fabriqué     | 0,240       | 0,018   | 0,050         | 0,308 | 70 %      |

##### Besoins énergétiques
Selon la Portland Cement Association américaine (2006), les besoins énergétiques pour le ciment Portland sont de l'ordre de 4 700 MJ/t (moyenne). Le calcul pour le ciment géopolymère à base de roche est effectué avec les paramètres suivants :
1. le laitier de haut fourneau est disponible en tant que sous-produit de l'industrie de l'acier (pas d'énergie supplémentaire nécessaire) ;
2. ou bien, il doit être fabriqué (fusion de laitier non granulé ou de ressources géologiques).

Dans le cas le plus favorable (la disponibilité du laitier comme sous-produit ou déchet industriel), on obtient une réduction de 59 % des besoins en énergie dans la fabrication des ciments géopolymères à base de roche, en comparaison avec le ciment Portland. Dans le cas le moins favorable (nécessité de fabrication du laitier), la réduction atteint 43 %.

##### Émissions deCO2lors de la fabrication
Dans le cas le plus favorable (la disponibilité du laitier comme sous-produit ou déchet industriel), on obtient une réduction de 80 % des émissions de CO2 lors de la fabrication de ciment géopolymère par comparaison avec le ciment Portland. Dans le cas le moins favorable (nécessité de fabrication du laitier), la réduction atteint 70 %.

#### Ciments géopolymères à base de cendres volantes de classe F
Ils ne nécessitent aucun traitement thermique complémentaire. Le calcul est donc plus facile. On obtient des émissions variant de 0,09 à 0,25 tonne de CO2 par tonne de ciment à base de cendres volantes. Dans le cas le plus favorable (la disponibilité du laitier comme sous-produit ou déchet industriel), on obtient une réduction de 90 % des émissions de CO2 lors de la fabrication de ciment géopolymère par comparaison avec le ciment Portland. Dans le cas le moins favorable (nécessité de fabrication du laitier), la réduction atteint 75 %.

## Propriétés du ciment géopolymère à base de roche (Ca,K)-poly(sialate-disiloxo)
Voir.
- Retrait lors du durcissement : < 0,05 %, non quantifiable ;
- résistance à la compression (uniaxiale) : > 90 MPa à 28 jours (pour la formulation à haute résistance initiale, 20 MPa au bout de 4 heures) ;
- résistance à la flexion : 10–15 MPa à 28 jours (pour une haute résistance initiale 10 MPa après 24 heures) ;
- module de Young : > 2 GPa ;
- gel-dégel : perte de masse < 0,1 % (ASTM 4842), perte de résistance < 5 % après 180 cycles ;

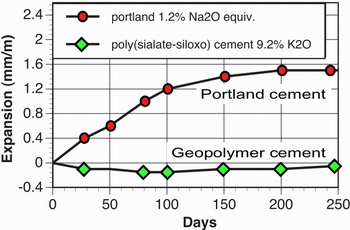
Comparaison réaction alcali-granulat, ciment géopolymère vs ciment Portland, ASTM C227.

- humide-sec : perte de masse < 0,1 % (ASTM 4843) ;
- lessivage dans l'eau, au bout de 180 jours : K2O < 0,015 % ;
- absorption d'eau : < 3 %, non liée à la perméabilité ;
- perméabilité hydraulique : 10−10 m/s ;
- acide sulfurique, 10 % : 0,1 % de perte de masse par jour ;
- acide chlorhydrique à 5 % : 1 % de perte de masse par jour ;
- KOH à 50 % : perte de masse 0,02 % par jour ;
- solution d'ammoniaque : pas de perte de masse ;
- solution de sulfate : 0,02 % de retrait à 28 jours ;
- réaction alcali-granulat : pas d'expansion au bout de 250 jours (- 0,01 %), comme le montre la figure sur la comparaison avec du ciment Portland (ASTM C227).

Ces résultats ont été publiés en 1993. Les ciments géopolymères, même avec des teneurs en alcalins atteignant 10 %, ne génèrent pas la dangereuse réaction alcali-granulat.
L'innocuité envers la réaction alcali-granulat est toujours confirmée dans les ciments géopolymères. Plus récemment, Li et al. a utilisé une autre norme, la ASTM C 441-97, par laquelle la poudre de verre de quartz est l'élément réactif. La durée du test est de 90 jours. Les mortiers de ciment Portland présentent une expansion à 90 jours dans la gamme de 0,9 à 1,0 %, tandis que le ciment géopolymère est resté pratiquement inchangé, avec un retrait limité de -0,03 % à 90 jours.

## La nécessité de normes
En juin 2012, l'institution ASTM International (anciennement American Society for Testing and Materials, ASTM) a organisé un colloque sur les liants géopolymères. La présentation du colloque indique : lorsque les spécifications concernant les performances pour le ciment Portland ont été écrites, les liants et ciments non Portland n'existaient pas… Les nouveaux liants tels que les géopolymères sont de plus en plus recherchés, commercialisés en tant que produits de spécialité, et explorés pour leur utilisation dans le béton structurel. Ce colloque a pour but de donner l'occasion à l'institution ASTM de déterminer si les normes existantes sur le ciment prévoient, d'une part, un cadre efficace pour une exploration plus poussée des liants géopolymères et, d'autre part, une protection fiable pour les utilisateurs de ces matériaux.
Les normes existantes pour le ciment Portland ne sont pas adaptées aux ciments géopolymères. Elles doivent être créées par un comité ad hoc. Pourtant, pour ce faire, cela nécessite également la présence de ciments géopolymères standards. À l'heure actuelle, tous les experts présentent séparément leur propre recette basée sur des matières premières locales (déchets, sous-produits ou extraction géologique). Il faut donc sélectionner la bonne catégorie de ciment géopolymère. C'est ainsi que le State of the Geopolymer R&D 2012 préconise de sélectionner les deux catégories suivantes, à savoir :
- ciment géopolymère à base de laitier/cendres volantes (type 2) : les cendres volantes sont un sous-produit de la combustion du charbon utilisé pour la production d'électricité.
- ciment géopolymère ferrosialate : cette matière première géologique riche en oxyde de fer est présente dans tous les pays à travers le monde avec évidemment le réactif géopolymère inoffensif, pour un emploi universel.